# Holograma multicolor

Descomposició de la llum blanca.

L'holograma multicolor, d'arc de Sant Martí o Benton és un tipus d'holograma inventat l'any 1968 pel Dr. Stephen A. Benton amb l'ajuda de Polaroid Corporation (el que seria més tard el MIT). Els hologrames d'arc de Sant Martí estan dissenyats per veure's sota una il·luminació feta amb llum blanca, enlloc de la llum làser. El procés d'enregistrament d'holografia d'arc de Sant Martí utilitza una esquerda horitzontal per a eliminar la paral·laxi vertical en la imatge de sortida, el que redueix en gran manera el des-enfocament espectral i preserva la tridimensionalitat per a la majoria dels observadors. Així doncs, un espectador quan mou el cap amunt o avall davant d'un holograma veu colors espectrals en forma d'arc de Sant Martí, variant els colors depenent de les diferents perspectives verticals.
Com que els efectes visuals a partir de la perspectiva es reprodueixen al llarg d'un sol eix, el subjecte hologràfic apareixerà estirat o aixafat quan l'holograma no es vegi a una distància òptima. Aquesta distorsió pot passar desapercebuda si no hi ha gaire profunditat, però pot ser severa quan la distància del subjecte des del pla de l'holograma és molt considerable.

## Història de la holografia

### 1947
Mentre la tecnologia intentava millorar el microscopi electrònic estàndard, el científic britànic/hongarès Dennis Gabor va inventar la teoria de l'holografia. La seva teoria descriu com una imatge tridimensional seguint un patró d'informació codificat en un feix de llum pot emmagatzemar-se en una pel·lícula fotogràfica.
La invenció de Gabor requereix un instrument que pugui produir un feix de llum prou alta amb una longitud d'ona fixa. Aquestes característiques defineixen la distància sobre la qual la llum manté una sola freqüència, una característica necessària per a produir un patró d'interferència estable. La longitud de la llum es correlaciona amb la profunditat de l'escena en què es pot gravar en l'holograma.
No obstant això, la llum solar i la llum de fonts convencionals del moment contenien una longitud d'ona massa gran i no eren prou precisos en la seva aplicació per a representar la teoria de Gabor a la realitat.

### 1960
El físic estatunidenc Theodore Maiman construeix el primer làser de robí premut (acrònim de Light Amplification by Stimulated Emission of Radiation), un dispositiu el qual gràcies a l'amplificació òptica genera una llum pura i intensa. La invenció de Maiman no sols proporciona una font de llum adequada per a la teoria de Gabor, sinó que el làser de rubí premut demostra ser específicament rellevant per als retrats hologràfics del futur degut a que al làser proporciona una excepcionalment curta (uns pocs nano segons) i potent emissió de llum, la qual permet la captura d'esdeveniments d'alta velocitat.

### 1962
Yuri N. Denisyuk, físic de l'URSS, combina el seu treball del disseny d'òptica instrumental amb el treball del premi Nobel de 1908 Gabriel Lippmann de fotografia en color per a crear el reflex d'un holograma a partir de llum blanca. Sense adonar-se del treball de Gabor, el físic soviètic crea un holograma que es pot veure a la llum d'una bombeta ordinària però que manca de profunditat real.

### 1963
Per primera vegada, l'holografia es converteix en una realitat. Emmett Leith i el seu col·lega júnior, Juris Upatnieks, prenen consciència de les similituds entre el seus treballs relacionats amb el radar en la Universitat i la teoria d'holografia de Michigan i Gabor. Intrigats, procedeixen a duplicar la teoria de Gabor mitjançant l'ús d'una "tècnica fora de l'eix", la qual consisteix a fer una lectura lateral, usant un làser com a font de llum. Dona com a resultat la primera transmissió làser holograma d'un objecte tridimensional (un tren de joguina i un ocell). Encara que l'holograma de transmissió produeix una imatge clara amb una profunditat realista, cal una llum làser per a veure la imatge hologràfica.

### 1966
Leith i Upatnieks col·laboren amb el fotògraf Fritz Goro per crear un nou holograma. En comparació amb l'holograma del tren de joguina i l'ocell, Goro concep una imatge dramàtica que consisteix en sòlids geomètrics. Tant el disseny del tema com l'ús de la placa fotogràfica emprada, més gran que la mitjana i que captura una perspectiva més àmplia, crea una major sensació de tridimensionalitat que els hologrames anteriors. És el primer holograma dissenyat deliberadament per poder demostrar la capacitat del mitjà per a mostrar objectes de diferents angles i, per tant, emfatitza les seves propietats d'emmagatzematge d'informació.

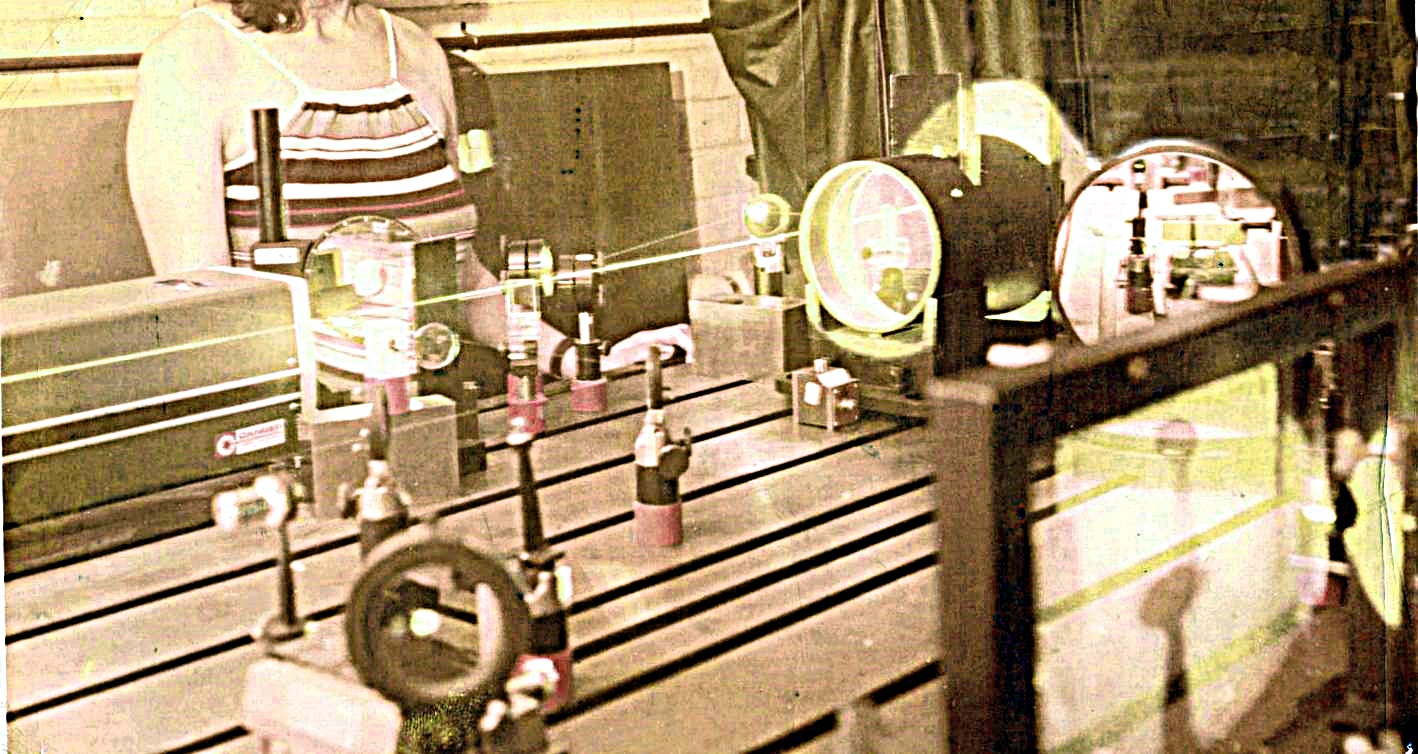
Exemple de taula òptica per crear un holograma.

### 1967
Amb l'èxit tècnic ve l'exploració comercial del potencial de l'holografia, liderada primer per Conductron Corporation a Ann Arbor, Michigan. La comissió de Kingsport`s Press de 500,000 hologrames de transmissió làser per al seu Anuari de Ciències de 1967 (una perspectiva de transmissió de quatre per tres polzades de peces d'escacs en un tauler, vist amb una llanterna a través d'un filtre vermell subministrat) es converteix en el primer holograma comercial important en la producció en massa.
Aquell mateix any, Larry Siebert, que treballa en Conductron, utilitza un làser premut de disseny propi per a produir el primer holograma d'una persona. A partir d'aquell any, la companyia ajuda a l'exploració d'artistes d'holografia. En anys futurs, artistes com Bruce Nauman i Salvador Dalí conceben i executen hologrames en col·laboració amb Conductron.
T.A. Shankoff i K.S. Pennington introdueixen la gelatina dicromada com un medi d'enregistrament hologràfic. Això permet l'enregistrament d'un holograma en qualsevol superfície clara i no porosa.

### 1968
Stephen Benton inventa l'holografia de transmissió de llum blanca, també anomenada holografia d'arc de Sant Martí, en els laboratoris de recerca Polaroid. El nom deriva de l'espectre de l'arc de Sant Martí de llum blanca que és evident en l'holograma. Aquest tipus particular d'holografia és visible en llum ordinària gràcies a la lluentor de la seva imatge i profunditat, aviat es converteix en el preferit pel públic i per diferents artistes.

### 1970
Conductron tanca les seves instal·lacions de làser premut a causa de dificultats financeres durant la recessió. Cross i Pethick desenvolupen un sistema de taula de sorra que estalvia costos per a fer hologrames que atorguen estabilitat sense l'ús de costoses taules d'aïllament. Això revoluciona la disponibilitat d'instal·lacions per a aficionats i artistes, fent que l'holografia sigui comercialment més factible.

### 1971
Gabor rep el Premi Nobel de Física "per la seva invenció i desenvolupament del mètode hologràfic al 1947".
Cross i Pethick funden la primera Escola d'Holografia a San Francisco.

## La llum
Article complet: La llum
La llum és la forma de transmissió de la radiació dins d'una certa porció de l'espectre electromagnètic. La paraula generalment es refereix a la llum visible, que és la porció de l'espectre que pot ser percebuda per l'ull humà. La llum visible generalment és determinada per unes longituds d'ona en el rang de 400–700 nanòmetres (nm), entre l'infraroig (amb longituds d'ona més llargues) i l'ultraviolat (amb longituds d'ona més curtes). Aquesta longitud d'ona significa un rang de freqüència d'aproximadament 430–750 terahertz (THz).
En física, el terme llum a vegades es refereix a la radiació electromagnètica de qualsevol longitud d'ona, ja sigui visible o no. En aquest sentit, els raigs gamma, raigs X, microones i ones de ràdio també són lleugers. Com tots els tipus de radiació EM (electromagnètica), la llum visible es propaga com a ones. No obstant això, l'energia impartida per les ones s'absorbeix en llocs únics de la forma en què s'absorbeixen les partícules. L'energia absorbida de les ones EM es diu fotó i representa la quantia de llum. Quan una ona de llum es transforma i s'absorbeix com un fotó, la energia de l'ona col·lapsa instantàniament en una sola ubicació, i aquesta ubicació és on "arriba" el fotó. Això és el que es diu col·lapse de la funció d'ona. Aquesta naturalesa dual de llum d'ona i partícules es coneix com a dualitat ona-partícula. L'estudi de la llum és conegut amb el nom d'òptica.

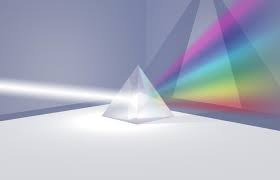
Descomposició de la llum blanca en tots els colors de l'Arc de Sant Martí.

### Propietats
La velocitat de la llum en el buit sol rebre el símbol C. És una constant universal que té el valor {\displaystyle c=3x10^{10}cm/segon}

La velocitat de la llum en un mitjà és generalment menor que això. Normalment, el terme "velocitat de la llum", sense qualificació addicional, es refereix a la velocitat en el buit.
Una ona es pot caracteritzar per la seva longitud d'ona, però també podem caracteritzar-la per la freqüència (quantes longituds d'ona passen un punt fix en un moment donat. Exemple: una persona des del moll observant quantes onades hi passen en un sol minut) i per l'energia que transporta (Exemple: la força amb la que una ona impacta contra l'espigó) Per a les ones de llum, la relació entre la longitud d'ona λ (generalment denotada pel grec "lambda"), la freqüència ν (generalment denotada pel grec "nu") i l'energia E és{\displaystyle E=h\nu ={\frac {hc}{\lambda }}}
on c és la velocitat de la llum i h és una altra constant universal (constant de Planck) que té els valors
{\displaystyle h=4.135\times 10^{-15}eVsec=6.625\times 10^{-27}ergsec}
Per tant, aquestes equacions ens permeten establir una relació entre freqüència, longitud d'ona i energia per a les ones electromagnètiques.

### Espectre visible
La llum visible és una forma de radiació electromagnètica (EM), igual que les ones de ràdio, la radiació infraroja, la radiació ultraviolada, els raigs X i les microones. En general, la llum visible es defineix com les longituds d'ona que són visibles per a la majoria dels ulls humans. Potser la característica més important de la llum visible és el color. El color és tant una propietat inherent de la llum com un artefacte de l'ull humà. Els objectes no tenen color, més aviat emeten llum que sembla un color. En altres paraules, el color existeix només en la ment de l'espectador. Els nostres ulls contenen cèl·lules especialitzades, anomenades cons, que actuen com a receptors sintonitzats a les longituds d'ona d'aquesta banda estreta de l'espectre EM. La llum en l'extrem inferior de l'espectre visible, que té una longitud d'ona més llarga, aproximadament 740 nm, es veu com a vermella; la llum en el mitjà de l'espectre es veu verd; i la llum en l'extrem superior de l'espectre, amb una longitud d'ona d'aproximadament 380 nm, es veu com a violeta. Tots els altres colors que es perceben són mescles d'aquests colors.
Quan es divideix la llum en un espectre, generalment es veu un dels tres tipus bàsics d'espectre, depenent de la naturalesa de la font. L'astrònom alemany Gustav Kirchoff, durant la dècada del 1850, va descobrir la raó d'aquests diferents tipus d'espectres. Va explicar que els tres tipus bàsics d'espectres provenen de tres situacions diferents.
| Color   | Longitud d'ona | Freqüència  | Energia del fotó |
| ------- | -------------- | ----------- | ---------------- |
| Lila    | 380–450 nm     | 680–790 THz | 2.95–3.10 eV     |
| Blau    | 450–485 nm     | 620–680 THz | 2.64–2.75 eV     |
| Cian    | 485–500 nm     | 600–620 THz | 2.48–2.52 eV     |
| Verd    | 500–565 nm     | 530–600 THz | 2.25–2.34 eV     |
| Groc    | 565–590 nm     | 510–530 THz | 2.10–2.17 eV     |
| Taronja | 590–625 nm     | 480–510 THz | 2.00–2.10 eV     |
| Vermell | 625–740 nm     | 405–480 THz | 1.65–2.00 eV     |

#### Espectre continu
Els sòlids, líquids i gasos densos emeten llum de totes les longituds d'ona, sense espais.

#### Espectre emissor
Els gasos lleugers emeten llum d'unes poques longituds d'ona.

#### Espectre d'absorció
Si hi ha una font de llum darrere, un gas lleuger absorbirà la llum de les mateixes longituds d'ona que emet.

Mostra del degradat de descomposició de la llum segons la freqüència o la longitud d'ona.

## L'Arc de Sant Martí
Article complet: Arc de Sant Martí

### Fenomenologia
L'arc de Sant Martí es defineix com una projecció de dos elements físics (llum i aigua), interactuant en la naturalesa que es manifesta en un moment, amb la capacitat d'aparèixer i desaparèixer depenent de diverses condicions d'unió (és a dir, depenent dels angles matemàtics amb els que incideixen).
Des d'una perspectiva humana, l'arc de Sant Martí entra a través de l'ull, creant un espai multicolor en el nostre propi món interior personal. Es podria dir que l'arc de Sant Martí és una de les projeccions més profundes de la facultat humana per a imposar l'humà imaginació sobre la naturalesa. L'ull humà està perfectament dissenyat per a ser receptiu a aquesta manifestació òptica.

### Comportament a la natura
L'arc de Sant Martí és tant un fenomen òptic com meteorològic. Es diu que apareix quan la llum entra en moltes gotes de pluja des d'una direcció i es reflecteix des de darrere de la seva superfície fent que la llum blanca es divideixi en les seves longituds d'ona separades. Aquesta manifestació particular de la llum es diu difracció i ocorre no sols quan el sol es troba amb la pluja, sinó també quan la llum entra en contacte amb altres elements en els seus diferents estats. Per exemple, això també ocorre en gel, cristalls i fins i tot certes plomes o petxines d'insectes. A mesura que explorem el nostre planeta, és difícil ignorar les propietats òptiques prismàtiques de la naturalesa, com la forma en què la llum juga en el paisatge i les seves superfícies, la qual cosa fa el món del color possible.

### Territorialitat
Una característica molt singular de l'arc de Sant Martí és que sembla no tenir una territorialitat, o en altres paraules, que no sembla estar materialment fonamentat. En canvi, sembla esvair-se i aparèixer quan i on vulgui, i això ha estat demostrat erroni per la ciència; una ment advertida podria fins i tot endevinar on estaria l'arc de Sant Martí aparèixer després de la pluja.
La particularitat d'aquests fenòmens és que no semblen tenir un territori adjudicat per defecte L'arc de Sant Martí, de fet, és en realitat el resultat tant de la posició dels raigs solars i la posició de les gotes de pluja de tal manera que facin que l'arc de Sant Martí perquè es pugui veure.

Com que la llum blanca (que conté totes les longituds d'ona de color) està a tot arreu, l'arc de Sant Martí també ho està. No obstant això, només es manifesta sota un cert punt de vista, en realitat no existeix a tot arreu. És per això que existeix la famosa llegenda de la caldera d'or al final de l'arc. Ningú l'ha trobat mai perquè cada vegada que canvies el punt de vista respecte l'arc aquest es mou, sent impossible arribar mai al seu extrem. Tal vegada la territorialitat de l'arc de Sant Martí només resideix en les nostres ments. És llavors quan seria interessant preguntar: l'arc de Sant Martí existeix independentment de ser presenciat? Fins on se sap, els arc iris han existit per sempre en el nostre planeta, anteriors a la capacitat de la nostra espècie per a presenciar-los. Per exemple, des del punt de vista d'un observant extraterrestre el nostre planeta durant l'era de gel, podem imaginar que pot haver estat testimoni del nostre món congelat actuant com un element òptic en conjunt amb el raigs del sol, i a més pot haver estat capaç de percebre una gran llum reflectint en forma d'arc de Sant Martí.

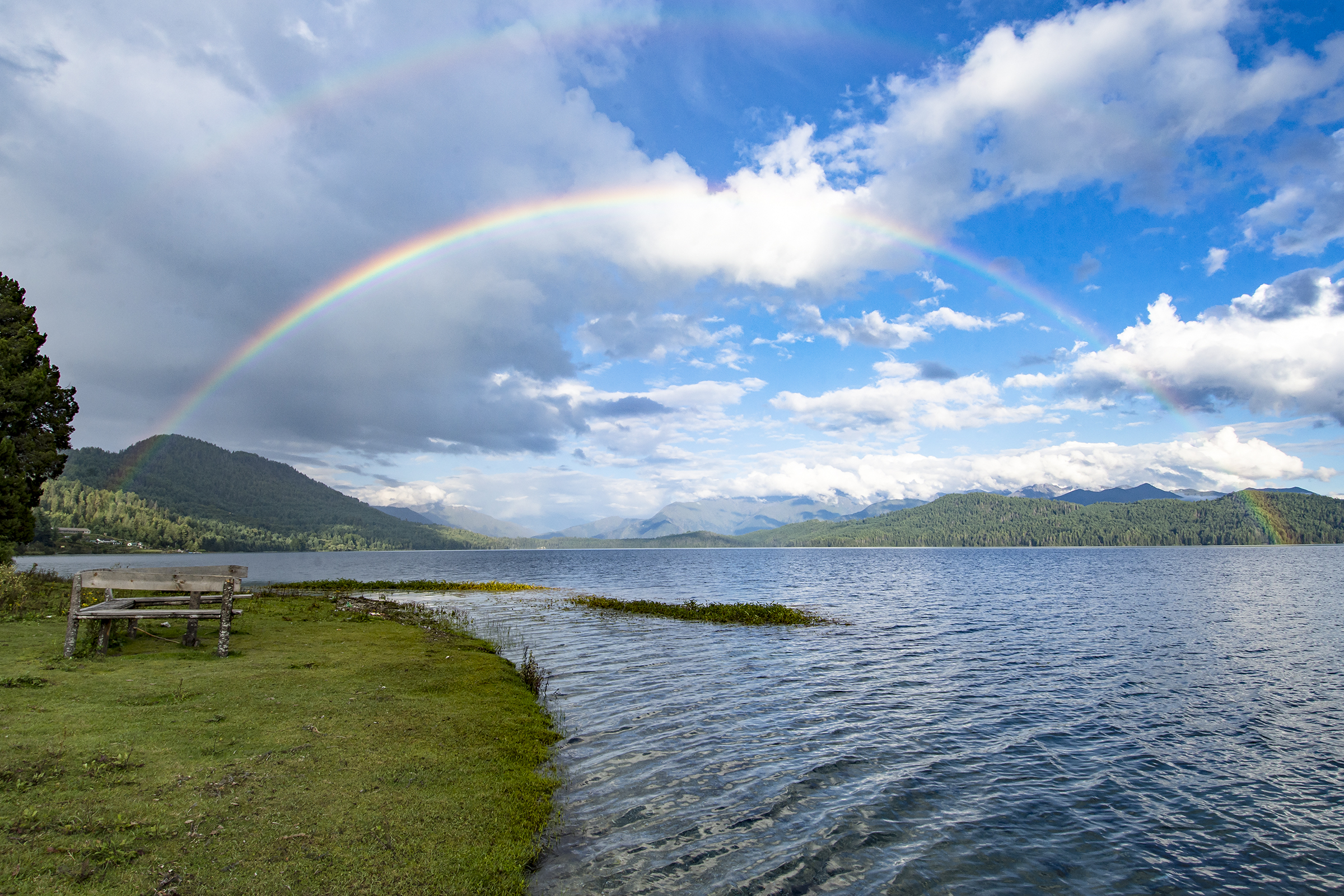
Demostració d'un Arc de Sant Martí a la natura.

### Interpretació científica
L'estudi de la llum ha proporcionat molts coneixements a l'àmbit de la ciència. A través de l'acció de l'arc de Sant Martí, el nucli de la llum revela el seu espectre, però només una part de la seva informació és visible. Ara, per tant, es por confirmar que l'espectre electromagnètic que conté infraroigs, ultraviolats, microones i raigs X, així com la llum visible.
Al analitzar l'espectre, els científics han descobert fines capes d'ombra a cada color. Aquestes van ser anomenades les línies Fraunhoffer. Aquests va ser el descobriment que va ajudar a identificar els elements particulars que estaven continguts en el sol, fent que obtinguessin el coneixement de què estan fetes les estrelles i, per tant, el planeta Terra.

## Holograma
Article complet: Holografia
Un holograma és un enregistrament en un mitjà bidimensional o tridimensional del patró d'interferència format quan una font puntual de llum (el feix de referència) de longitud d'ona fixa troba llum de la mateixa longitud d'ona fixa que arriba des d'un objecte (el feix de l'objecte). Quan l'holograma és il·luminat només pel feix de referència, el patró de difracció recrea els fronts d'ona de la llum de l'objecte original, per tant, l'espectador veu una imatge indistingible de l'original objecte.Hi ha molts tipus d'hologrames, i hi ha diferents maneres de classificar-los però la més habitual és: hologrames de reflexió i hologrames de transmissió.

### Holograma de reflexió
L'holograma de reflexió, en el qual es veu una imatge veritablement tridimensional prop de la seva superfície, és el tipus més comú que es mostra en les galeries. L'holograma està il·luminat per un "punt" de color blanc, llum incandescent, sostinguda en un angle i distància específics i situada en el costat de l'espectador. Per tant, la imatge consisteix en llum reflectida per l'holograma.
Tot i així, encara que els hologrames produïts en massa, com l'àguila a la targeta VISA, es veuen amb llum reflectida, en realitat són hologrames de transmissió emmirallats amb una capa d'alumini damunt.

### Holograma de transmissió
L'holograma de transmissió típic es veu amb llum làser, generalment del mateix tipus utilitzat per a fer el seu enregistrament. Aquesta llum es dirigeix des de darrere de l'holograma i es transmet la imatge davant de l'observador. La imatge virtual pot ser molt nítida i profunda. Depenent de la ubicació de la peça s'observa una perspectiva diferent. A més, si un raig làser no desviat es dirigeix cap endarrere (en relació amb la direcció del feix de referència) a través de l'holograma, es pot projectar una imatge real en una pantalla situada en el posició original de l'objecte.

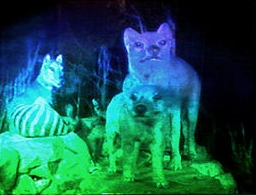
Exemple d'holograma multicolor, (2011).

### Hologrames híbrids
Entre els hologrames de transmissió i reflexió es poden crear varies combinacions donant com a resultat moltes possibilitats d'híbrids.

#### Hologrames integrals
Es pot fer un holograma de transmissió o reflexió a partir d'una sèrie de fotografies (generalment transparències) d'un objecte, que pot ser una persona en viu, una escena a l'aire lliure, un gràfic de computadora o una imatge de raigs X. En general, l'objecte és escanejat per una càmera, gravant així molts punts de vista. Cada vista es mostra en una pantalla LCD il·luminada amb llum làser i s'utilitza com el feix de l'objecte per a gravar un holograma en una estreta tira vertical de placa hologràfica (holoplate). La següent vista es registra de manera similar en una tira adjacent, fins que es gravin totes les vistes. En veure l'acabat holograma compost, els ulls esquerre i dret veuen imatges de diferents hologrames estrets; i així és com s'observa una imatge estereoscòpica. Recentment, s'han utilitzat càmeres de vídeo per a l'enregistrament original, la qual cosa permet manipular les imatges mitjançant l'ús d'una computadora.

#### Interferometria hologràfica
Els canvis microscòpics en un objecte poden ser mesurats quantitativament fent dues exposicions en un objecte canviant. Les dues imatges interfereixen entre si i es poden veure franges en l'objecte que revela el desplaçament del suposat vector en moviment. A la interferometria hologràfica en temps real, la imatge virtual de l'objecte es compara directament amb l'objecte real. Fins i tot els objectes invisibles, com la calor o les ones de xoc, poden fer-se visibles. Existeixen innombrables aplicacions d'enginyeria en aquest camp de la holometria.

#### Hologrames generats per computadora
En l'actualitat, amb els avenços científics, les matemàtiques de l'holografia ara es comprenen bé. Essencialment, hi ha tres elements bàsics en l'holografia: la font de llum, l'holograma i la imatge. Si dos dels elements estan predeterminats, es pot calcular el tercer.

Per exemple, si sabem que tenim un feix de llum paral·lel de certa longitud d'ona i tenim un sistema de "doble escletxa" (un simple "holograma"), podem calcular el patró de difracció. A més, coneixent el patró de difracció i els detalls del sistema de doble escletxa, nosaltres podem calcular la longitud d'ona de la llum. Per tant, es pot crear qualsevol patró que vulguem veure. Després de decidir quina longitud d'ona usarem per a l'observació, l'holograma pot ser dissenyat per una computadora. Aquesta holografia generada per computadora (CGH) s'ha convertit en una tècnica que està creixent ràpidament. Per exemple, CGH s'usa per a fer elements òptics hologràfics (HOE) per a escanejar, dividir, enfocar i, en general, controlar la llum làser en molts dispositius òptics, com un reproductor de CD comú.

#### Hologrames multicanal
Amb canvis en l'angle de la llum de visualització en el mateix holograma, es poden observar escenes completament diferents. Aquest concepte té un enorme potencial per a memòries informàtiques massives.

#### Hologrames en relleu
Per a produir en massa hologrames barats per a aplicacions de seguretat, com l'àguila en les targetes VISA, es pressiona un patró d'interferència bidimensional sobre làmines de plàstic primes. L'holograma original generalment es grava en un material fotosensible anomenat fotorresistent. El desenvolupament de l'holograma consisteix en crear solcs a la seva superfície. Es diposita una capa de níquel en aquest holograma i després s'enlaira, donant com a resultat un "tascó" metàl·lic. Es poden produir més tascons secundaris a partir de la primera. El tascó es col·loca en un corró. Sota alta temperatura i pressió, el tascó pressiona (estampa) l'holograma sobre un rotllo de material compost similar al BoPET (bopet).

## Funcionament de la holografia

### Gravat
El procés comença gravant un holograma mestre, o H1, a una distància de l'objecte que sol ser bastant més gran que l'utilitzat per a l'obertura total de les transferències. Veurem que l'espai entre d'objecte i H1, Dobj1, determinarà la distància de visualització òptima, Dvista, juntament amb tota la referència i distàncies de feix de projecció, i hauran de tenir-se en compte acuradament. Podem imaginar que cada àrea petita de la placa grava una vista única seguint la perspectiva de l'escena corresponent a la seva ubicació, de dalt a baix i de costat a costat.

Esquema del funcionament d'un holograma multicolor.

### Transferència
Novament, l'H1 s'il·lumina a partir de la suma de fases (o almenys conjugació de fase aproximada) que provenen d'un feix d'il·luminació (a vegades dit el "feix de projecció") a través de la seva superfície posterior en un direcció oposada a la del feix de referència. La convergència de la projecció també pot coincidir amb la divergència del feix de referència o no. La transferència de l'holograma, o H2, ara es col·loca representar-la imatge de l'objecte real (que és pseudoscopi), la qual cosa fa que la profunditat màxima de la imatge sigui tan petita com sigui més pràctic. S'introdueix un feix de referència en un angle, θref2, generalment des de baix, i des d'una distància, Dref2, que és com tan gran com ho permeti la taula.

### Visualització de l'H2
L'H2 ara es pot il·luminar des de dalt i des de darrere amb una font puntual monocromàtica amb la mateixa longitud d'ona amb la qual es va gravar. La il·luminació està en la direcció oposada al feix de referència, i la distància de la font és tan gran com sigui possible per a acostar-se el més possible a la il·luminació de fase conjugada. Podem considerar la sortida de l'H2 de dues maneres: com una imatge de la imatge real projectada per l'H1 o com una imatge de la ranura en l'H1. Cada punt de vista produeix els seus propis coneixements sobre el procés d'imatge. L'H2 produeix una imatge pseudoscòpica del que hagi estat l'exposició del seu objecte, que en si era una imatge pseudoscòpica de l'objecte original. "Dos pseudo fan un orto", com hem vist abans, de manera que una imatge de lectura correcta és el resultat final de visualització. És visible des de la direcció de la imatge de l'esquerda H1, com abans, però ara hem de considerar aquesta imatge de l'esquerda amb més detall. La imatge real o aèria de l'esquerda H1 es forma a una distància bastant gran de l'H2, i la seva ubicació és bastant sensible a l'exactitud de la conjugació de fase de la il·luminació en relació amb el feix de referència. En general, per a les longituds de feix més llargues disponibles en taules pràctiques, la imatge d'esquerda està aproximadament 1.5x tan lluny de l'H2 com ho estava l'H1 durant l'exposició.

## Holograma Benton
Els hologrames i els arcs de Sant Martí comparteixen independentment característiques similars existents a causa de la interferència de la llum a través de la difracció òptica. L'holograma en realitat es converteix en l'element que difracta la llum, com un milió de gotes de pluja. L'holograma té l'habilitat per a expressar-se a l'espectador a través d'una imatge decodificada amb llum tal com apareix i desapareix de manera deliberada però no territorial. L'holograma de l'arc de Sant Martí permet humans per a expressar-se d'una manera purament metafísica.
L'holografia de l'arc de Sant Martí o Benton és essencialment un element òptic hologràfic que registra un subjecte. Un holograma d'arc de Sant Martí usa el mateix procés que Newton va usar, és a dir, obtenir llum blanca i dividir-la en els seus diferents colors usant un prisma. No obstant això, en aquest cas, l'holograma de l'arc de Sant Martí incorpora la imatge d'un objecte. Aquesta incorporació es denomina element òptic hologràfic (HOE). El HOE realitza la mateixa funció que el prisma per a Newton, és a dir, pren llum blanca ordinària i després la difracta en els seus colors components, però amb el fet que també pot veure un objecte allí. Per tant, es crea una imatge que conté bandes separades de diferents longituds d'ona, i aquestes bandes es divideixen de la mateixa manera que un arc de Sant Martí.

### Aplicacions
Al considerar les aplicacions actuals de la tecnologia hologràfica que permet la reconstrucció d'un l'holograma de llum blanca, és a dir, mostrar i veure hologrames utilitzant una font de llum blanca comuna, els productes de consum i els materials publicitaris han d'esmentar-se primer.
La seguretat i l'autenticació del producte semblen ser les àrees de cultiu més populars per a l'ús d'hologrames, especialment d'hologrames reconstruïts amb llum blanca. En termes generals, els hologrames poden reconstruir una de les dues ones utilitzades per a registrar-les, quan s'il·lumina amb la segona. Això significa la reconstrucció òptica de l'espai 3D a partir d'un registre 2D.
Per exemple, una variació molt popular és l'holograma en relleu (embossed hologram). Tals hologrames es produeixen fàcilment en massa i a un cost molt baix. L'estructura hologràfica es registra en un mitjà sensible a la llum (una fotoresistència), que pot processar-se mitjançant gravat i es crea un relleu microscòpic. Mitjançant electrodeposició d'un metall (níquel) sobre el relleu, es realitza un estampat i es copia el seu relleu superficial en imprimir-lo sobre un altre material (per exemple, pel·lícula base de polièster, pel·lícula termoplàstica).
Aviat es van adonar que els hologrames podrien usar-se com a característiques de seguretat en documents i productes valuosos i d'aquesta manera l'holograma clàssic es va convertir en el primer d'una varietat d'estructures difractives desenvolupades per a frustrar la falsificació. Moltes d'aquestes estructures difractives ja no poden dir-se hologrames en sentit estricte i algunes d'elles ja no estan fetes per tècniques d'interferència làser, sinó creades per tècniques litogràfiques avançades de feix d'electrons. Aquests hologrames, és a dir, elements difractius proporcionen un poderós obstacle per a la falsificació. Un pot trobar hologrames en diversos productes o en l'empaquetatge de productes, en bitllets de banc, diversos tipus de targetes, etc. Per exemple, gairebé totes les targetes de crèdit porten un holograma, la qual cosa és un bon senyal que l'holografia de seguretat ha demostrat ser molt efectiva. Hi ha diversos tipus d'etiquetes i calcomanies hologràfiques.

#### Etiquetes hologràfiques
Les etiquetes hologràfiques estan fermament adherides en el lloc desitjat d'un producte per a verificar la seva autenticitat. Aquestes etiquetes no es poden copiar, alterar, adaptar ni fabricar de manera fàcil. A més, la informació oculta es pot incrustar, visible només en circumstàncies especials. Per augmentar la unicitat de les etiquetes hologràfiques, s'utilitzen altres tècniques específiques, per exemple, el gravat personalitzat i reescriptura d'etiquetes. Per a donar alguns exemples, les etiquetes hologràfiques s'usen en diversos tipus de targetes, il·lustracions, bitllets de banc, xecs bancaris, empaquetatges de productes per a la protecció de la marca, alcohol, cosmètics, etc.

#### Adhesius hologràfics (HS)
La majoria d'ells són autoadhesius, la qual cosa també proporciona autenticació, seguretat i protecció contra la falsificació. Per a augmentar el seu nivell de seguretat, s'utilitzen diverses tècniques. Alguns exemples son els punts gravats amb raig làser (matriu de punts HS), holograma de doble exposició de dos objectes des de dues direccions (flip-flop HS) que mostra dues imatges des de dos angles de visió diferents, combinacions d'hologrames, micro informació inclosa, visible només per lupa (micro text / imatge HS), un text ocult o una imatge invisible a simple vista però visible per mitjà d'un lector làser, els números de sèrie, etc.
Per a minimitzar la falsificació dels hologrames, s'utilitzen diversos mètodes durant l'enregistrament. És possible incloure informació oculta o fer que la imatge sigui tan complicada que no valgui la pena duplicar-la, considerant el temps i els diners involucrats. No obstant això, la informació oculta és de gran valor sol si el trampós no pot trobar-la o duplicar-la. Per tant, l'ús efectiu d'informació oculta o qualsevol tipus d'imatges complexes requereix algun tipus de dispositiu de lectura o descodificador relativament simple i econòmic.
Els hologrames no són fàcils de falsificar si s'inclou informació variable com a números de sèrie, informació personal codificada o dates o si estan fets d'alguns materials especials. Les contramesures combinades també poden ser un altre enfocament efectiu.
Els hologrames en relleu van proporcionar noves audiències, fabricats per milions en làmines de metall, es van tornar omnipresents en aplicacions d'empaquetatge, arts gràfiques i seguretat. Els hologrames en relleu eren econòmics, reduint el cost de les còpies en cent vegades. Podrien produir-se en massa de manera de confiança mitjançant l'ús d'una sèrie de tècniques patentades. I eren químicament i mecànicament estables, a diferència de la majoria dels materials d'hologrames anteriors que eren susceptibles al trencament, la humitat o l'envelliment. En conjunt, aquests avantatges tècnics van promoure l'aplicació generalitzada d'hologrames en relleu.
D'altra banda, la seva flexibilitat, particularment en les portades de revistes, va causar canvis de color i distorsió de la imatge. A més, els hologrames generalment es veien amb il·luminació no controlada, les imatges podien aparèixer borroses o tènues. En resposta a aquestes limitacions, els seus productors van simplificar progressivament les imatges. D'aquesta manera, tenien una qualitat d'imatge relativament pobra. No obstant això, aquestes característiques es van considerar un defecte greu per a finalitats d'imatge.
Malgrat tot això, els hologrames s'utilitzen en publicitat per a atreure compradors potencials. Es poden trobar en portades de revistes i llibres. Els hologrames de pantalla s'usen àmpliament on sigui necessari arribar a una audiència (per exemple, en fires comercials, presentacions). Els hologrames van trobar el seu lloc en la indústria de l'entreteniment (pel·lícules), es van fer populars en l'àrea d'empaquetatge i amb finalitats promocionals.

## Objectes hologràfics
Avui dia, el cos no sols pot reaccionar als hologrames, sinó que ara és possible asseure's en sofàs hologràfics, usar roba hologràfica i fins i tot menjar xocolata hologràfica. Durant molt de temps, els artistes han estat prenent elements reals del nostre món material i col·locant-los en el món de l'holograma. Ara veiem un interès en desenvolupament per a portar hologrames al nostre món per a actuar com a elements materials funcionals. Una empresa de disseny conceptual anomenada Toolips va tenir una idea per a fer tèxtils fets de "yan digital", amb l'objectiu de produir productes d'estil de vida com la catifa hologràfica.
De fet, durant part del 2018 i tot el 2019 va estar molt en tendència el consumisme basat en la producció de material escolar amb efectes hologràfics. En la era de les xarxes socials i la comunicació, es va viralitzar l'ús d'aquests productes. Cada botiga havia de tenir llibretes, bolígrafs, carpetes i fins i tot samarretes utilitzant aquesta tècnica. D'altra banda, també es va fer molt recurrent seguir la tendència de portar les ungles amb el mateix efecte. Un dels motius d'aquest moviment social és la influència de la cultura asiàtica, basats en el futurisme i la moda extravagant.

## Pantalla hologràfica multi-cromàtica de Fourier
L'avantatge clau d'aplicar el concepte d'holografia de l'arc de Sant Martí en una pantalla hologràfica és la zona de visualització ampliada. Recentment, s'ha presentat una pantalla hologràfica d'arc de Sant Martí de Fourier (FRHD) que utilitza una xarxa de difracció d'alta freqüència i una font de LED blanc. En aquesta tècnica, l'esquerda s'implementa numèricament a base de reduir el rang de freqüència de l'holograma, mentre que l'efecte arc de Sant Martí es realitza a través de la multiplexació angular per l'espectre de llum blanca dispers en la reixeta de difracció. La FRHD permet la reconstrucció de grans objectes ortoscòpics en 3D. La pantalla proporciona vistes on els colors i la resolució depenen de la dimensió i la posició de la pupil·la de l'observador. Per tant, en l'holografia de l'arc de Sant Martí, la percepció visual té un paper molt important. En la FRHD, es reconstrueix un sol holograma amb múltiples ones planes de diferents longituds d'ona i l'ull recol·lecta reconstruccions d'un rang específic de longituds d'ona, que depèn de la grandària i la posició de la pupil·la. Per tant, l'anàlisi WD de la FRHD no és senzill.
Així doncs, la FRHD és una combinació de la pantalla VW, una il·luminació externa multicolor, i processament numèric. A la pantalla de VW, un holograma gran pot ser observat sol quan l'ull de l'observador es col·loca exactament en el posició del VW, que es forma al voltant del punt d'enfocament d'una lent de camp. La FRHD empra una reixeta de difracció en el mòdul d'il·luminació per a proporcionar il·luminació SLM amb diferents angles d'incidència per a diferents components de longitud d'ona. Com un resultat, per a cada longitud d'ona, la posició del VW es desplaça al llarg del pla focal d'una lent de camp. Això forma l'arc de Sant Martí VW (RVW) i estén la zona de visualització de la pantalla en direccions verticals i longitudinals. A la pantalla de VW, quan l'ull de l'observador està fora del VW, no s'observa cap representació. Per contra, la FRHD proporciona vistes de reconstrucció completa, també en una àmplia gamma de les posicions de l'observador. Per a la generació del contingut hologràfic de l'arc de Sant Martí, s'implementa el següent algorisme da varis passos. Primer, la distribució de l'ona de l'objecte complex es calcula o captura en el pla VW de la pantalla. Per al generació d'hologrames d'un objecte 3D, basat en punts 3D, s'utilitza el mètode CGH. Per a la captura d'hologrames d'objectes reals es fa servir la captura d'hologrames de Fourier sense lent. Després, per a reduir el contingut de freqüència espacial en direcció vertical, la ranura numèrica s'aplica al camp complex de l'ona de l'objecte. El següent pas és la propagació de l'avió VW al pla SLM. I finalment, l'ona de l'objecte complex es codifica en una fase on només apareix l'holograma.

## Holografia aplicada a l'art
El que va ser més atractiu per als artistes que treballen amb el mitjà de l'holografia va ser que amb aquesta mena d'holograma (a més d'estar fet de colors de l'arc de Sant Martí) tenia la possibilitat de ser visible sota llum blanca. Això era significativament més convenient en el moment en què els làsers eren grans i voluminosos i difícils de transportar. Per tant, els artistes van usar el mitjà d'holografia de l'arc de Sant Martí per aquesta raó i altres artistes van usar el mitjà perquè apel·lava al seu interès en el color.
Artistes com Dieter Jung, Sally Webber, Margret Benyon, Doris Vila i Iku Nakamura, manipulen l'espectre de llum i el cristal·litzen perquè l'arc de Sant Martí no estigui subjecte a l'aleatorietat de l'esdeveniment atmosfèric. L'arc de Sant Martí aquí apareix deliberadament per a crear un paisatge visible des d'un món invisible darrere de l'arc. Els artistes que van usar el mitjà quan va arribar per primera vegada es van meravellar dels colors, la qual cosa va permetre a l'espectador viatjar a l'arc de Sant Martí, per a experimentar el color pur i interaccionar amb la geometria i les composicions. I més recentment, podem veure la capacitat de portar la idea d'aquesta interacció cada vegada més lluny en objectes hologràfics i rendiment. Un artista, Dieter Jung, utilitza principalment l'holograma de l'arc de Sant Martí per les seves propietats de difracció de color. Va utilitzar l'holograma per a crear principalment treballs abstractes que imitaven l'arc de Sant Martí a través de moments geomètrics de color flotant.

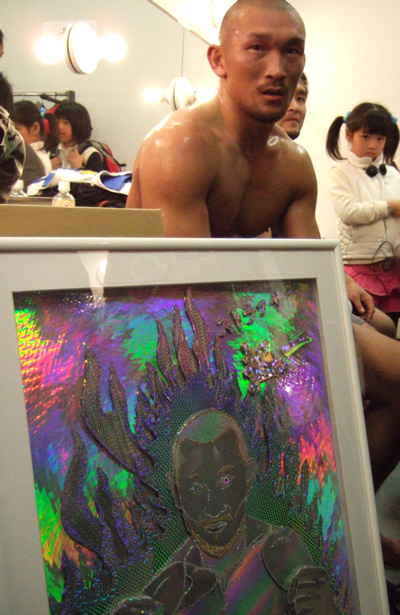
Demostració d'una peça d'art a partir d'hologrames.

### Holografia i la música
A la indústria musical és molt habitual trobar l'ús d'hologrames convencionals representant cantants difunts, creant la il·lusió d'un concert. Però el que no és habitual és utilitzar hologrames multicolor en les representacions. Iku Nakamura però, és qui crea un treball on respon directament a aquesta interacció. En la seva obra Rainbow Dance utilitza tecnologies interactives d'animació de patrons hologràfics amb sistema d'il·luminació múltiple sincronitzat amb música perquè la llum emani de l'espectador. En aquest primer experiment en 1990, Nakamura combina música en aquest treball hologràfic interactiu amb l'arc de Sant Martí. Va treballar com controlar la llum i fer que l'holograma es mogui en una seqüència de vuit minuts amb 30 llums diferents. A mesura que els espectadors es mouen d'un costat a un altre enfront dels hologrames, ballen al ritme de la música i veuen imatges personalitzades. El treball permet a l'espectador entrar plenament en l'experiència amb tot el seu cos i sentits, que s'estén més enllà del visual.

### Retrats hologràfics
És possible produir retrats hologràfics amb diferents tipus d'hologrames a partir de diferents mètodes: retrat d'holograma de reflexió làser de pols, retrat d'estereografia hologràfic, retrat d'holograma generat per computadora o retrat d'holograma digital, etc. Si es desitja un retrat fet a partir d'un model en viu, s'ha d'utilitzar un làser de pols. Això es deu al fet que l'enregistrament d'objectes en viu i animats només es pot prendre amb làser de pols. En 1967, el primer retrat d'holograma de pols va ser produït per l'enginyer elèctric Lawrence D. Siebert (Taylor, 2012). Des de llavors, molts científics i artistes han produït retrats hologràfics utilitzant diferents tècniques. En la dècada de 1990, Harriet Casdin-Silver, qui és una de les primeres artistes d'holografia, utilitza tècniques d'holograma per transmissió de llum blanca per als seus retrats d'estereografia hologràfics a gran escala (aproximadament 1m) a més dels seus retrats d'holograma de pols. Alice (1990), Kathryn of Orange (1992), Corpse with Tie (1992), Ian (1994) i Selfportrait (1999) son exemples dels seus retrats hologràfics. Alphons Schilling (1985), Boggs (1987), Retrat de Keith Haring (1990), Retrat de Rudie Berkhout (1990) i Abril (1990) són els exemples d'Ana Maria Nicholson, qui va treballar amb el pols làser en moltes ocasions.

### Holograma compost
Aquest concepte s'utilitza per a descriure que més d'un holograma pot juxtaposar-se o superposar-se. A més, se'ls pot agregar un altre objecte amb diferents formes. Els hologrames composts es basen en els principis del collage i l'assemblat tal com es van desenvolupar en les arts pictòriques i generalment s'usen per a crear murals i composicions de gran format. A vegades, per a les obres en 3D es pot parlar com holoescultura. Ana Maria Nicholson va crear alguns hologrames composts en les dècades de 1980 i 1990. Un d'ells és Rudie (1988) en el que dos hologrames (una cara i una mà) es van muntar en una mateixa superfície.

### Holograma d'ombra
Això només es pot executar amb làser d'ona contínua. En aquest mètode, l'objecte es col·loca en la trajectòria del feix de referència, enfront de la placa hologràfica. Quan es produeix un diagrama d'ombres en un sol pas, la imatge sempre és real (una projecció enfront del mitjà), però quan es produeix en dos passos, es creen una imatge real i una virtual. Aquest procés, relacionat amb el dibuix fotogènic de l'inventor britànic Fox Talbot i el fotograma de l'artista hongarès Moholy Nagy, va ser redescobert en 1918 per Christian Shad, qui el va nomenar holograma d'ombra.

### Holomuntage
S'utilitza un procediment de laboratori en el qual s'obté la imatge final ja sigui col·locant en capes més d'una pel·lícula o placa o utilitzant múltiples exposicions per a crear treballs hologràfics. El holomuntage, que deriva el seu nom de la fotografia, utilitza la superposició de pel·lícula o juxtaposicions de diverses parts d'una imatge per crear una imatge final que tingui una certa unitat.